# Jezernický viadukt
Jezernický viadukt, nebo Jezernické viadukty, je název pro dva železniční mosty na železniční trati Přerov–Bohumín původní dráhy společnosti c.k. privilegované Severní dráhy císaře Ferdinanda v obci Jezernice. Viadukty byly prohlášeny v roce 2007 kulturní památkou České republiky.

## Historie

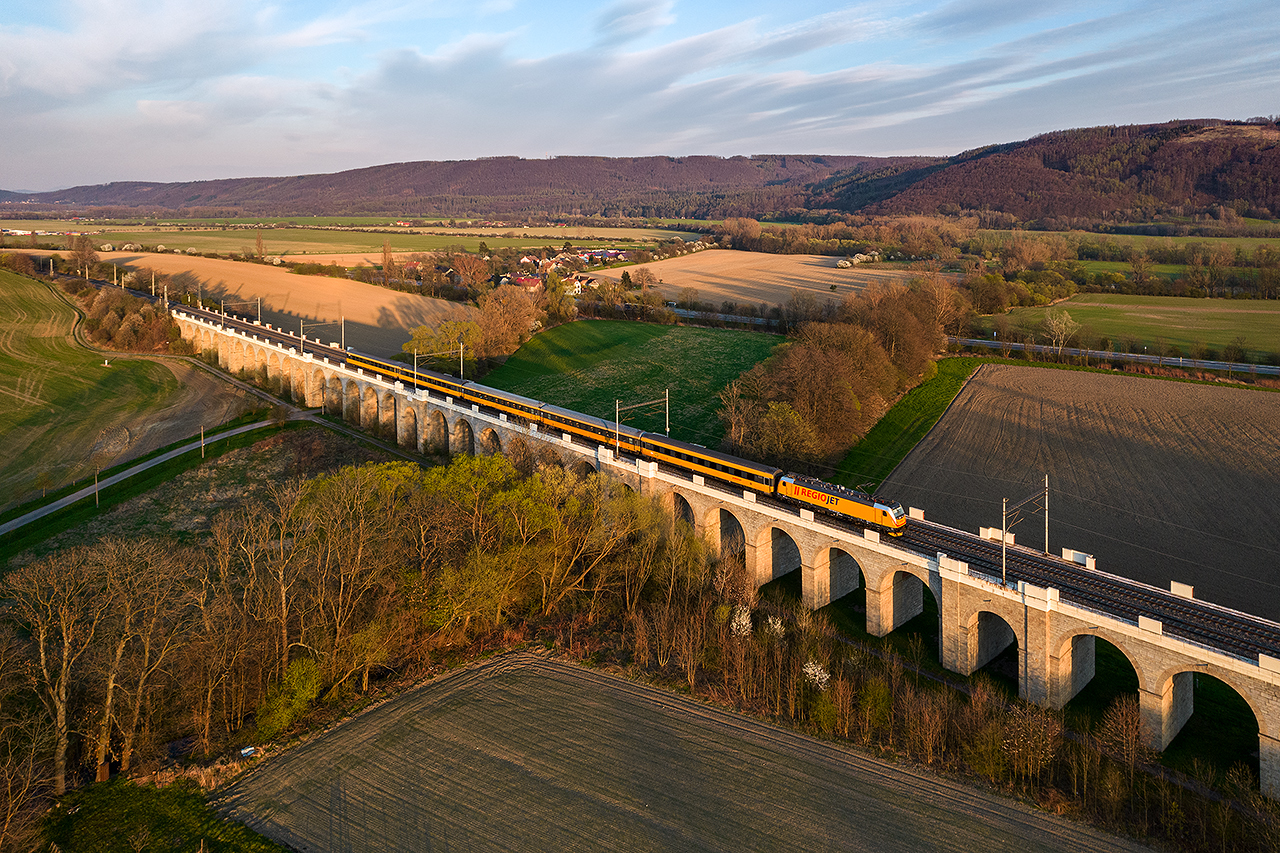
Vlak společnosti RegioJet projíždějící přes viadukt (2021)

Jezernický viadukt jsou vlastně dva mosty postavené vedle sebe, které mezi stanicemi Drahotuše a Lipník nad Bečvou překlenují údolí potoka Jezernice, silnici III/4377 a silnici III/4378. Stavba staršího cihelného mostu pro jednu kolej byla dokončena v roce 1842, ale do provozu byl uveden až v roce 1847. Novější kamenný byl zprovozněn roku 1873 při rozšiřování trati na dvoukolejnou. 
Délka mostu je 426,44 m, je tvořen 35 většími (světlost 7,59 m) a 7 menšími oblouky (světlost 5,69 m), tloušťka kleneb 0,63 m. Celková šíře mostu byla 8,8 m, výška až 10,6 m.
V letech 1998–2001 v rámci modernizace II. tranzitního železničního koridoru byl kompletně sanován, klenby byly nově vyzděny, na lícních stěnách byly použity mrazuvzdorné cihly. Hlavní nosnou konstrukci tvoří železobetonové klenby, kotvené do cihelných kleneb kovovou sítí. Čelní zdi byly znovu postaveny z původních kamenů. Při rekonstrukci byla šíře mostovky zvětšena na 10,6 m. Investiční náklady byly stanoveny na 164 milionů korun. V roce 2003 rekonstrukce získala cenu Mostní dílo roku 2001 Ministerstvem dopravy ČR.

## Turistické značení
K Jezernickému viaduktu vede  turistická značka z Jezernice a cyklotrasa  6240 od nádraží v Drahotuších.